# Agosto, moglie mia non ti conosco
Agosto, moglie mia non ti conosco è un romanzo umoristico di Achille Campanile pubblicato in prima edizione nel 1930; una seconda edizione riveduta fu pubblicata nel 1959.
Il titolo è una versione alternativa del proverbio "D'agosto moglie mia non ti conosco".

## Trama
Nel romanzo si narrano le vicissitudini di un gruppo di passeggeri imbarcatisi sul piroscafo "Estella". Durante il naufragio della nave in prossimità di una frequentata località balneare, per un errore del capitano, invece delle usuali cinture di salvataggio i passeggeri e i marinai indossano delle cinture di castità. I naufraghi riescono tutti a salvarsi e a raggiungere la riva vicina, ma le chiavi delle proprie cinture di castità sono finite tutte in mare. La gran parte dei passeggeri decide di fermarsi nella pensione "La vigile scolta", di proprietà del cavalier Afragòla, in attesa di liberarsi delle scomode cinture. Si è nel pieno della stagione estiva, sbocciano effimeri idilli e si prospettano avventure galanti, ma le cinture sembrano inviolabili e i reduci del naufragio sono condannati a una forzata e sgradita continenza.

## Critica
Per Giulio Carnazzi in questo romanzo l'umorismo dell'autore «si esprime nella sua forma più limpida ed efficace. L'estro dello scrittore dà vita a una serie inesauribile di trovate, di paradossi, di battute talora memorabili. Ma la comicità di Campanile non ha nulla di farsesco: essa è sempre tenuta sotto controllo da una vigile coscienza letteraria». Per Piero Luxardo Franchi «questo romanzo è importante al di là dell'intrinseca ricchezza inventiva perché lo scrittore sembra voler sistematicamente approfondire e portare a conseguenze estreme il congegno dell'equivoco linguistico. [...] il libro annovera diverse ipotesi di applicazione pratica dei meccanismo [...] procedure e stilemi tipici di un umorismo aereo e funambolico che troverà poi netta affermazione e larga applicazione soprattutto attraverso alcuni giornali umoristici come il romano Marc'Aurelio e il milanese Bertoldo». Enzo Siciliano, dopo aver osservato che «il meglio di sé Campanile lo diede negli anni del fascismo», aggiunge che «Agosto, moglie mia non ti conosco può essere letto come una presa in giro, condotta con una mano svagata e schizofrenica, dei costumi idioti dei benpensanti d'una volta. [...] In Campanile c'è l'eco di un futurismo disinnescato da qualsiasi miccia superoministica. È il futurismo che se la prende con la logica del linguaggio comune. Diciamo: invece che Marinetti, è presente il Palazzeschi del Codice di Perelà o dei Lazzi, frizzi, schizzi, girigogoli e ghiribizzi»

## Edizioni
- Achille Campanile, Agosto, moglie mia non ti conosco : romanzo, Milano, F.lli Treves, 1930.
- Achille Campanile, Agosto, moglie mia non ti conosco : romanzo, Milano, Garzanti, 1943.
- Achille Campanile, Agosto, moglie mia non ti conosco : romanzo, Nuova edizione riveduta, Milano, Rizzoli, 1959.
- Achille Campanile, Agosto, moglie mia non ti conosco, introduzione di Enzo Siciliano, Milano, Rizzoli, Biblioteca Universale Rizzoli, 1974, ISBN 88-17-13017-6.
- Achille Campanile, Agosto, moglie mia non ti conosco, introduzione di Enzo Siciliano, 6ª ed., Milano, BUR, 2016, ISBN 978-88-17-68040-0.